# Sanrafaelia
Sanrafaelia é um género monotípico de plantas com flores pertencentes à família Annonaceae. A única espécie é Sanrafaelia ruffonammari.
A sua área de distribuição nativa é a Tanzânia.